# Rosemarie Hajek

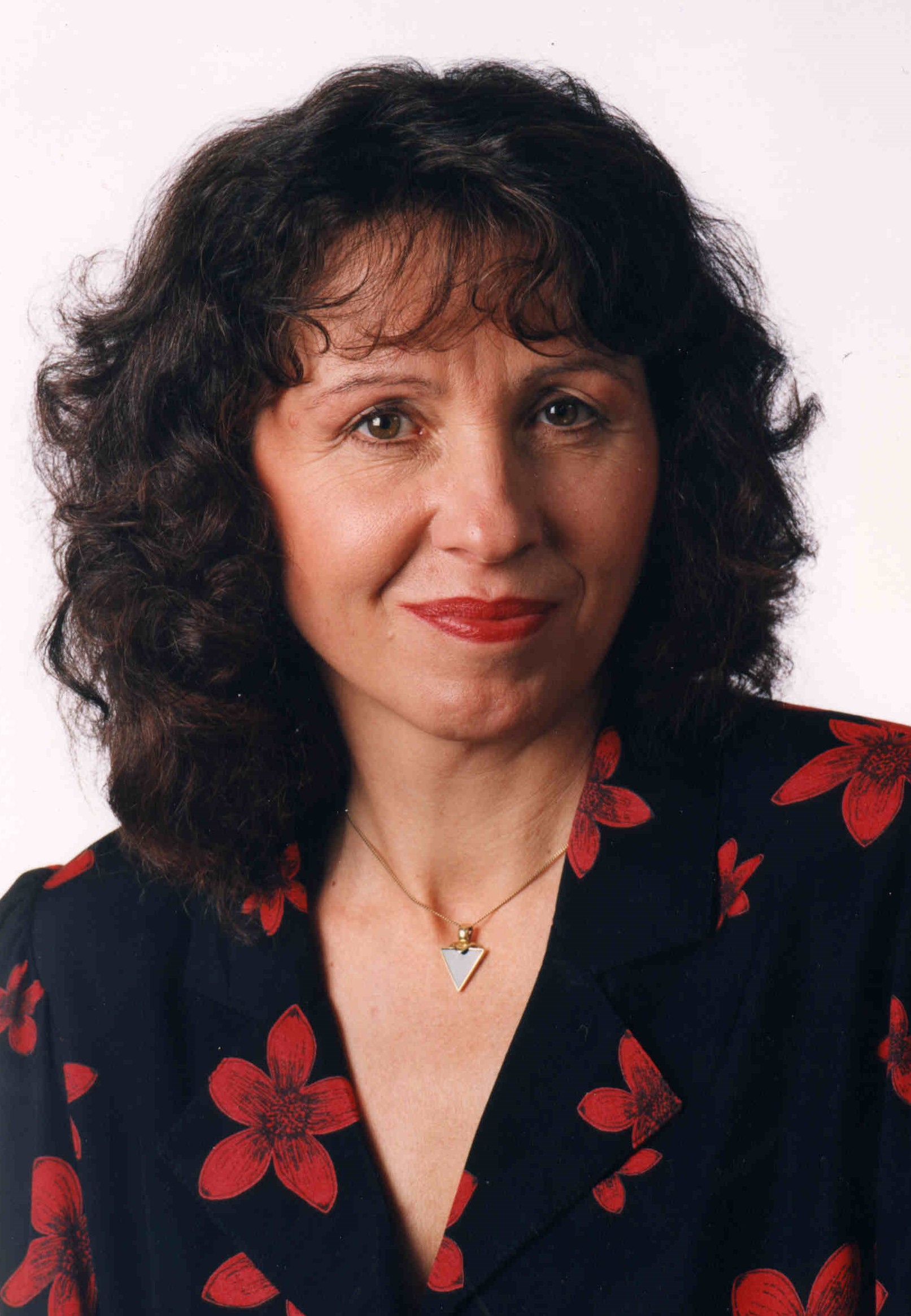
Rosemarie Hajek (2003)

Rosemarie Hajek (* 21. März 1951 in Reinsdorf) ist eine deutsche Politikerin der SPD. Sie war von 1990 bis 2006 Mitglied im Landtag von Sachsen-Anhalt.

## Biografie

### Familie, Ausbildung und Beruf
Nach dem Abitur mit Berufsausbildung zur Industriekauffrau 1969 begann Hajek ein Pädagogik-Studium an der Pädagogischen Hochschule Zwickau, das sie 1973 abschloss. Anschließend war sie bis 1990 als Diplom-Lehrerin für Musik und Deutsch in Wittenberg und Cobbelsdorf tätig.
Hajek ist verheiratet und hat zwei Kinder.

### Politik
Im Dezember 1989 war Hajek Gründungsmitglied der SPD in Wittenberg und Roßlau. 1990 wurde sie Vorsitzende des SPD-Kreisverbandes Roßlau.
Hajek war Mitglied der ersten freigewählten Volkskammer der DDR. Sie war Abgeordnete im Landtag von Sachsen-Anhalt seit der ersten Wahlperiode und trat zur Landtagswahl 2006 nicht erneut an. Sie vertrat den Wahlkreis Roßlau und wurde zuletzt über die Landesliste gewählt. Sie war Mitglied im Ausschuss für Ernährung, Landwirtschaft und Forsten.

### Weitere Mitgliedschaften
Hajek war von 1992 bis 2004 Landesvorsitzende der AWO Sachsen-Anhalt. Sie führt mehrere Chöre der Region Wittenberg, so z. B. seit 2010 den Gemeinschaftschor Coswig.

### Ehrungen
Die Marie-Juchacz-Plakette der Arbeiterwohlfahrt wurde ihr 2010 verliehen. Im Jahre 2012 wurde sie mit der Verdienstmedaille des Verdienstorden der Bundesrepublik Deutschland ausgezeichnet.